# Oguri Jukichi
Oguri Jukichi est un nom japonais traditionnel ; le nom de famille (ou le nom d'école), Oguri, précède donc le prénom (ou le nom d'artiste).
Oguri Jukichi (小栗重吉, 1785-1853) est l'un des premiers Japonais connus pour avoir atteint l'actuelle Californie. Lui et ses quatorze hommes d'équipage, à destination d'Edo, naviguent au large des côtes japonaises en 1813 lorsque leur navire, le Tokujomaru, est endommagé au cours d'une tempête. Le navire dérive alors à travers l'Océan Pacifique jusqu'à ce qu'Oguri et les deux membres survivants de l'équipage soient secourus par un navire américain au large de la côte californienne près de Santa Barbara en 1815.